# Escudo de los Territorios del Noroeste
El escudo de armas de los Territorios del Noroeste fue concedido por decreto real el 7 de febrero de 1957, por la reina Isabel II. El escudo de armas fue diseñado por el experto en heráldica canadiense Alan Beddoe a principios de la década de 1950.
El escudo aparece también en la bandera territorial.

## Descripción
El tercio blanco superior del escudo representa el bloque de hielo polar y está atravesado por una línea sinuosa azul que simboliza el Paso del Noroeste. La línea diagonal que separa los segmentos rojo y verde de la porción inferior del escudo representa la línea de árboles. El color verde simboliza las áreas de bosque que se hallan al sur de la línea de árboles, mientras que el rojo representa la tundra que se encuentra al norte. Minerales y pieles, las bases importantes de la riqueza norteña, están representados por rectángulos dorados en la porción verde y por la máscara del zorro blanco en el campo rojo, respectivamente. La cimera consiste en dos narvales dorados que custodian una rosa de los vientos, símbolo del Polo Norte magnético. 
- Datos: Q1511867